# Vincenzo Mario Palmieri

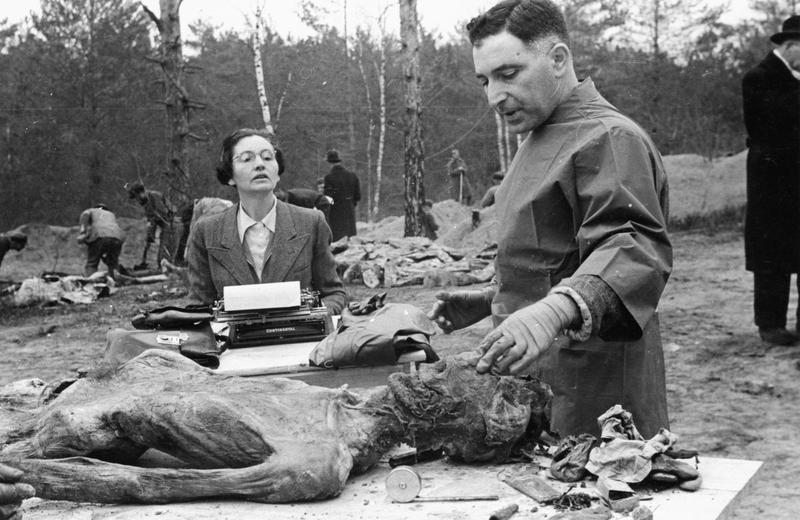
Vincenzo Palmieri in Katyn (1943)

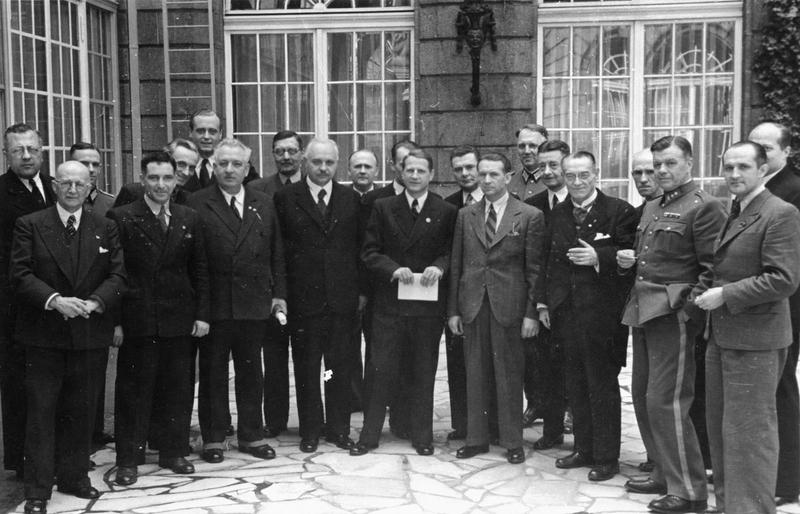
Vincenzo Palmieri in der Kommission (4. von links, 1943)

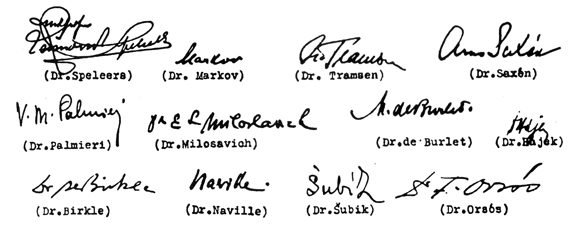
Unterschriften der Kommissionsmitglieder am 30. April 1943

Vincenzo Mario Palmieri (geboren 16. Juli 1899 in Brescia; gestorben 23. Dezember 1994 in Neapel) war ein italienischer Rechtsmediziner und Politiker. Er war 1943 in Katyn als Mitglied der Internationalen Ärztekommission bei der Obduktion der Opfer des Massakers von Katyn tätig.

## Leben
Vincenzo Palmieri studierte in Neapel Medizin und spezialisierte sich nach dem Doktorat 1922 auf die Gerichtsmedizin. Er studierte auch in Lyon, Wien und Straßburg, sowie bei Fritz Straßmann in Berlin. 1927 wurde er in Neapel Lehrassistent. Von 1936 bis 1939 leitete er das gerichtsmedizinische Institut der Universität Sassari. Ab 1942 war er Ordinarius am Institut für Gerichtsmedizin an der Universität Neapel und war dort bis 1974 tätig. Er veröffentlichte 289 wissenschaftliche Zeitschriftenbeiträge.
Palmieri wurde am 5. Juni 1940 zum Mitglied der Deutschen Akademie der Naturforscher Leopoldina ernannt. Er war zeitweise Präsident der Società Italiana di Medicina legale.
Als das deutsche Außenministerium im April 1943 die italienische Regierung um die Entsendung eines Mitglieds für die Internationale Ärztekommission zur Obduktion der Opfer des Massakers von Katyn bat, wurde Palmieri benannt, der sich am Ostersonntag, dem 25. April, auf den Weg nach Berlin machte. Die Kommission arbeitete vom 28. bis 30. April 1943 in Katyn und kam zu dem Ergebnis, dass die Polen 1940 in der Sowjetunion erschossen worden waren. Der Bericht wurde in Berlin an Reichsgesundheitsführer Leonardo Conti übergeben.
Nach dem Krieg versuchte die Kommunistische Partei Italiens (PCI) ihn als Kollaborateur der Deutschen zu brandmarken und ihn wegen seiner Mitwirkung in der Ärztekommission unter Verweis auf den von der sowjetischen Regierung 1944 erstellten Bericht der Burdenko-Kommission zu diskreditieren.
Palmieri wiederholte, wie auch die anderen befragten Ärzte, 1952 in Frankfurt am Main vor der Madden-Kommission des US-Repräsentantenhauses, dass die Polen nicht von den Deutschen ermordet worden seien.
Als Kandidat der Democrazia Cristiana wurde er am 10. Oktober 1962 zum Bürgermeister von Neapel gewählt, er löste in dem Amt den populären Unternehmer Achille Lauro ab, der der Kandidat monarchistischer und anderer nationalistischer Gruppierungen war. Palmieri gab das Amt aber bereits am 30. Juli 1963 ab.

## Schriften (Auswahl)
- Fasti napoletani nello sviluppo dell'antropologia criminale, dai tempi andati a quelli attuali. In: Quaderni di criminologia clinica, 1970, S. 269–279.
- Dall'assicurazione alla sicurezza sociale. Rom : Inam., 1957
- Medicina legale canonistica. Neapel : Morano, 1955
- Risultati dell’inchiesta nella foresta di Katyn, in La vita italiana, No. 364, Juli XXI, 1943
- Medicina forense. 2 Bände. Neapel : Morano, 1936
- L'alcolismo come problema medico-legale. Mailand : Ies., 1933